# (1420) Radcliffe
(1420) Radcliffe – planetoida z pasa głównego asteroid okrążająca Słońce w ciągu 4 lat i 203 dni w średniej odległości 2,75 au. Została odkryta 14 września 1931 roku w Landessternwarte Heidelberg-Königstuhl w Heidelbergu przez Karla Reinmutha. Nazwa planetoidy pochodzi od rocznika 1912 z Radcliffe College w Cambridge (Massachusetts). Przed jej nadaniem planetoida nosił oznaczenie tymczasowe (1420) 1931 RJ.